# معركة درنة (1805)
معركة درنة هي معركة وقعت في مدينة درنة الليبية (الآن) كجزء من حرب طرابلس أو الحرب البربرية الأولي واستمرت المعركة خلال الفترة من 27 إبريل إلى 13 مايو 1805 وشارك بالقتال ايالة طرابلس التابعة للدولة العثمانية من جانب وقوات الولايات المتحدة الأمريكية وبعض المرتزقة من العرب واليونان حيث حاولت القوات الأمريكية دعم حميد القرة مانلي المنفي إلى مصر آنذاك كحاكم لطرابلس وعزل شقيقة يوسف باشا القره مانلي (قره ماللي) حيث قامت قوات من المارينز بتجنيد حوالي 400 من المرتزقة العرب واليونانين والتنسيق مع حميد القرة مانلي المنفي بمصر والزحف على درنة وانتهت المعركة بانتصار القوات الأمريكية.

## وصلات خارجية
- "Wars of the Barbary Pirates". About.com. مؤرشف من الأصل في 2011-10-17.
- "William Eaton". Virtualology. مؤرشف من الأصل في 2012-04-14.
- "Tripolitan War". Yahoo! Education. مؤرشف من الأصل في 2004-12-13.